# Kévin Testud
Kévin Testud, né le 12 avril 1992 à Montélimar (France), est un footballeur français jouant au poste d'ailier gauche.

## Biographie
Kévin Testud commence le football à l'Union Sportive Saint Just Saint Marcel (USJM), club amateur du village de Saint-Just-d'Ardèche et Saint Marcel d’Ardèche. Il rejoint ensuite le FC Bagnols-Pont à l'âge de treize ans, avec qui il poursuit sa formation jusqu'à intégrer l'équipe première en 2011. Il travaille à la Poste durant ses années en DH. Après trois saisons pleines à ce niveau, il signe en CFA au FC Sète à l'été 2014.    
Il inscrit trois buts lors de la saison 2014-2015 et attire les recruteurs de l'AS Béziers, qui évolue en National. Après une saison jugée « difficile » avec son nouveau club, il retourne au FC Sète dès l'année suivante. En quatrième division, il réalise trois saisons abouties durant lesquelles il gagne en « maturité » et en « confiance », ce qui l'amène à tenter à nouveau l'expérience du National à l'été 2019, une nouvelle fois avec l'AS Béziers.   
Il inscrit dix buts en vingt rencontres de National, terminant dixième meilleur buteur du championnat, stoppé au mois de mars par la pandémie de Covid-19. Son club est sportivement relégué en National 2 puis administrativement en National 3, mais sa bonne saison lui permet de rester en National, car il signe avec Bourg-Péronnas. Utilisé comme arrière droit par son entraîneur, touché par le Covid et par plusieurs blessures, il ne reste que pour une saison dans l'Ain avant de s'engager avec le FC Annecy.   
À l'issue de la saison 2021-2022, il fait partie de l'équipe du FC Annecy qui obtient la montée en Ligue 2 après 29 ans d'absence. Après avoir découvert le niveau professionnel, il participe à la qualification de son club pour les demi-finales de la Coupe de France au stade Vélodrome lors d'une victoire face à l'Olympique de Marseille aux tirs au but. Son équipe est finalement éliminée lors du tour suivant par le Toulouse FC.

## Statistiques
| Saison                | Club                  | Championnat           | Championnat | Championnat | Championnat | Coupe nationale | Coupe nationale | Coupe nationale | Coupe de la Ligue | Coupe de la Ligue | Coupe de la Ligue | Total | Total | Total |
| Saison                | Club                  | Division              | M.          | B.          | P.d.        | M.              | B.              | P.d.            | M.                | B.                | P.d.              | M.    | B.    | P.d.  |
| 2011-2012             | FC Bagnols-Pont       | DH                    | 22          | 12          | 0           | -               | -               | -               | -                 | -                 | -                 | 22    | 12    | 0     |
| 2012-2013             | FC Bagnols-Pont       | DH                    | 24          | 14          | 0           | -               | -               | -               | -                 | -                 | -                 | 24    | 14    | 0     |
| 2013-2014             | FC Bagnols-Pont       | DH                    | -           | -           | -           | -               | -               | -               | -                 | -                 | -                 | 0     | 0     | 0     |
| Sous-total            | Sous-total            | Sous-total            | 46          | 26          | 0           | -               | -               | -               | -                 | -                 | -                 | 46    | 26    | 0     |
| 2014-2015             | FC Sète               | CFA                   | 23          | 3           | 0           | -               | -               | -               | -                 | -                 | -                 | 23    | 3     | 0     |
| 2015-2016             | AS Béziers            | National              | 24          | 0           | 1           | 3               | 2               | 0               | -                 | -                 | -                 | 27    | 2     | 1     |
| 2016-2017             | FC Sète               | CFA                   | 27          | 3           | 0           | 2               | 1               | 0               | -                 | -                 | -                 | 29    | 4     | 0     |
| 2017-2018             | FC Sète               | National 2            | 26          | 4           | 0           | -               | -               | -               | -                 | -                 | -                 | 26    | 4     | 0     |
| 2018-2019             | FC Sète               | National 2            | 30          | 11          | 4           | 6               | 4               | 0               | -                 | -                 | -                 | 36    | 15    | 4     |
| Sous-total            | Sous-total            | Sous-total            | 83          | 18          | 4           | 8               | 5               | 0               | -                 | -                 | -                 | 91    | 23    | 4     |
| 2019-2020             | AS Béziers            | National              | 20          | 10          | 4           | 2               | 0               | 0               | 2                 | 0                 | 0                 | 24    | 10    | 4     |
| 2020-2021             | Bourg-en-Bresse 01    | National              | 26          | 1           | 3           | 1               | 1               | 0               | -                 | -                 | -                 | 27    | 2     | 3     |
| 2021-2022             | FC Annecy             | National              | 32          | 7           | 6           | 1               | 0               | 0               | -                 | -                 | -                 | 33    | 7     | 6     |
| 2022-2023             | FC Annecy             | Ligue 2               | 30          | 2           | 6           | 6               | 0               | 1               | -                 | -                 | -                 | 36    | 2     | 7     |
| Sous-total            | Sous-total            | Sous-total            | 62          | 9           | 12          | 7               | 0               | 1               | -                 | -                 | -                 | 69    | 9     | 13    |
| Total sur la carrière | Total sur la carrière | Total sur la carrière | 284         | 67          | 24          | 19              | 6               | 2               | 2                 | 0                 | 0                 | 305   | 73    | 26    |

## Palmarès

### En club
- FC Annecy
  - Vice-champion de France de National en 2022
  - Vainqueur tournoi du youk à Saint Marcel d'Ardèche en 2024